# Alejandro Delius
Alejandro Delius (La Paz, 16 de julio de 1977), vocalista, cantautor, productor musical, presentador de televisión boliviano que formó parte de la agrupación Quirquiña desde 2005 hasta 2010.

## Biografía
Alejandro Delius nació en el barrio de Achumani en el macrodistrito sur de la ciudad de La Paz el 16 de julio de 1977. A la edad de 10 años comenzó a componer sus primeras canciones y tuvo como profesor de canto al músico argentino-boliviano Daniel Pesce. En su juventud vivió en Argentina. La primera banda con la que tuvo éxito fue Son Fusión.  
Ingresó al grupo Quirquiña el año 2003 junto a Sergio "Teto" de Ugarte y Mateo Caballero. Quirquiña siguió hasta el año 2010, habiendo alcanzado su máximo éxito con las canciones "Clausura", "Repriss", "Ausencia" y "Divino bombón". Las canciones de Quirquiña las compuso entre sus 18 y 19 años y las grabó entre sus 26 y 27 años. Paralelamente a Quirquiña, Delius cantaba y grababa para Gogo Blues. 
A mediados del 2000 experimentó como conductor de un programa de música llamado "Music on the rocks", lo que posteriormente le llevó a ser parte de realities.
Delius decidió dejar Quirquiña y crear una nueva banda musical de género pop llamado Garabato junto a: José Duarte (batería), Erick Alvarado (bajo) y Gonzalo Gómez (guitarra). Lamentablemente este proyecto no logró ningún tipo de repercusión.
En los años 2008 y 2009 participó en la versión boliviana de Operación Triunfo, "Canta para ser una estrella". Fue en ese programa que se generó una polémica con Viko Paredes (vocalista y líder de la banda de rock Alcohólica) cuando reaccionó ante alusiones a Quirquiña y manifestó vivir en un penthouse, tener automóviles europeos y que muchas mujeres querían estar con él.

En diciembre de 2012 anunció un compromiso matrimonial con Carolina Bessolo, reconocida actriz de teatro con quien decía compartir una conexión artística y que llevarían 3 meses de una historia de amor. Meses después, en mayo, se anuncia que rompieron su compromiso de matrimonio.
En 2013 participó de jurado junto a Vladimir Bravo y Paula Unzueta en el programa de talentos de la franquicia Endemol, Yo me llamo, que promovía a imitadores de artistas nacionales e internacionales. Fue tras una polémica en ese programa con un participante adolescente que le dijo "no lo conozco", que sus detractores comenzaron a llamarle como "el desconocido". Delius fue parte de ese programa durante 2 años y medio.[cita requerida]
En 2014 fue coconductor junto a Grisel Quiroga del nuevo programa llamado Calle 7, en sus primeras temporadas, hasta que se apartó por discrepancias de contenido.
En octubre de 2015 se mostró abiertamente afín al Movimiento al Socialismo, presentando una canción para la campaña por el "Sí" en el referéndum para la modificación de la Constitución Política del Estado para la repostulación del presidente Evo Morales. De esa posición asumida se retractó poco tiempo después.[cita requerida]
En abril de 2016 tuvo que declarar como testigo ante la fiscalía de La Paz dentro de un proceso penal seguido contra Gabriela Zapata, acusada por tráfico de influencias, quien sostuvo una relación sentimental con el presidente Evo Morales. Delius declaró haberle realizado una "limpia espiritual", pues es de religión yoruba.
La banda Quirquiña volvió a unirse en 2019.
Ale Delius volvió a tocar con Quirquiña en septiembre de 2021, aunque siguió cantando como solista y con el dueto que conforma con la cantante cubana Leydi Lach. En diciembre de 2021 fue nombrado  vocero del club de fútbol The Strongest, de quien se declara seguidor, y renunció el mismo día señalando no estar dispuesto a dejar de ser él.[cita requerida]

## Discografía

### Con Quirquiña

#### Álbumes
- 2005 - 2.5
- 2007 - Mixturas
- 2008 - Zero
- 2010 - Prohibida[9]

### Con Garabato[2]

#### Sencillos
- Escúchame
- Ni cinco minutos